# Europäische Union der Rechtspfleger
Die Europäische Union der Rechtspfleger (E.U.R.) wurde 1967 gegründet. Die Union ist eine Nichtregierungsorganisation (NGO), seit 1971 mit beratendem Status beim Europarat und seit 2003 als eine Organisation mit einem Beobachterstatus bei der Europäischen Kommission für die Effizienz der Justiz (CEPEJ).

## Aufgaben und Tätigkeiten
Der Verband repräsentiert den Beruf des Rechtspflegers und vergleichbarer Justizberufe in Europa. Mehrere nicht-europäische Organisationen sind der Organisation als assoziierte Mitglieder beigetreten. Sie ist politisch neutral. Die wichtigsten Ziele sind eine Teilnahme an der Erstellung, Entwicklung und Harmonisierung der Gesetze auf europäischer und internationaler Ebene.
Zur Förderung der justiziellen Zusammenarbeit in Europa und zur Verbesserung der Effizienz und Bürgernähe der Gerichte hat der Verband im Jahre 2008 ein Grünbuch für einen Europäischen Rechtspfleger verfasst. Das Grünbuch wurde unter der Federführung von Thomas Kappl, Präsident der E.U.R. von 2007 bis 2013, verfasst. Im Jahr 2016 wurde dieses Grünbuch unter der Präsidentschaft von Jean-Jacques Kuster durch das „Weißbuch für einen Rechtspfleger für Europa (RGFE)“ aktualisiert und zu einem konkreten Modell erweitert.
Im Jahre 2021 hat die Europäische Union der Rechtspfleger–EUR ein Manifest für einen „RECHTSPFLEGER FÜR EUROPA“ verfasst, das für die Entwicklung und Verbreitung dieses Berufs in Europa hilfreich sein kann.
Anlässlich der Generalversammlung der EUR in Tallinn (Estland) am 20. September 2024 wurde unter der Präsidentschaft von Walter Szöky ein Statement zum Thema „Künstliche Intelligenz in den Aufgabenbereichen der Rechtspfleger und ähnlicher Berufe“ verabschiedet. 
Das „Grünbuch“, das „Weißbuch“, das „Manifest für einen Rechtspfleger für Europa“ sowie das Statement zur „Künstliche Intelligenz in den Aufgabenbereichen der Rechtspfleger und ähnlicher Berufe“ können auf der Homepage der EUR abgerufen werden.

## Mitglieder
Ordentliche Mitglieder sind die nationalen Berufsverbände folgender Länder: Deutschland, Estland, Frankreich, Italien, Luxemburg, Österreich, Polen, Portugal, Rumänien, Spanien und Tschechische Republik. Assoziierte Mitglieder sind die jeweiligen Berufsverbände aus Belgien, Dänemark, Polen, Japan, Mali, Marokko, Mauretanien, Südkorea und Tunesien.

## Projekte
Die Europäische Union der Rechtspfleger (EUR) ist durch die Vorstandsmitglieder bzw. durch die Administratoren an folgenden Projekten beteiligt: Observer in verschiedenen Arbeitsgruppen in der CEPEJ (Europäische Kommission für die Effizienz der Justiz) beim Europarat, Expertengruppe in der EU-Kommission, GD Justiz für den Bereich Aus- und Fortbildung in der Justiz, Kuratorium von ERA (Europäische Rechtsakademie), EU-Forum der Justiz- und Rechtsberufe, Stakeholder für den Bereich e-CODEX bei EU-LISA.

## Vorstand
Der derzeitige Vorstand der Europäischen Union der Rechtspfleger (EUR) – bestellt im September 2022 – setzt sich wie folgt zusammen:
- Walter Szöky – Präsident (Österreich)
- Dagmar Weiß – Generalsekretär (Österreich)
- Ralf Prokop – Schatzmeister (Deutschland)

## Administratoren
Die Administratoren unterstützen den Vorstand, primär bei den Projektsitzungen: 
- Jean-Jacques Kuster - EUR-Ehrenpräsident (Frankreich)
- Wolfgang Lämmer - EUR-Ehrenpräsident (Deutschland)
- Ute Holzer-Stern - EUR-Vizepräsidentin (Österreich)
- Stefan Damböck - VDRÖ-Vorstand (Österreich)
- Raphael Finster, MA - VDRÖ-Vorstand (Österreich)